# Chalcides sepsoides
Sphenops sepsoides là một loài thằn lằn trong họ Scincidae. Loài này được Audouin mô tả khoa học đầu tiên năm 1829.